# Glaucilândia
Glaucilândia is een gemeente in de Braziliaanse deelstaat Minas Gerais. De gemeente telt 3.072 inwoners (schatting 2009).

## Aangrenzende gemeenten
De gemeente grenst aan Bocaiúva, Guaraciama, Juramento en Montes Claros.